# بابایان
بابایان (زبان ارمنی: Բաբայան), یکی از نام‌های خانوادگی رایج در میان ارمنیان می‌باشد
همچنین «بابایان» یکی از نام‌های خانوادگی در میان ایرانیان می‌باشد.
- برخی از مردم روستای هیزه جان واقع در ایران، استان آذربایجان شرقی،شهرستان ورزقان این نام خانوادگی را دارند
- ایرانیان دارای این نام خانوادگی:
- حبیب بابایان، خواننده و آهنگساز
- رسول بابایان، مدیر کل بهزیستی استان آذربایجان غربی

- مهدی بابایان، دانش آموخته حقوق
- ارمنیان دارای این نام خانوادگی:
- آغاسی بابایان، کارگردان، فیلم‌نامه‌نویس و هنرپیشه
- ادگار بابایان،  بازیکن فوتبال
- بوریس بابایان، دانشمند رایانه، و مهندس
- خاچیک بابایان، موسیقی دان و نوازنده ویولن
- داویت بابایان، سیاست‌مدار
- سامول بابایان، سیاست‌مدار
- سامول بابایان (مربی فوتبال)، مربی فوتبال
- سرگئی بابایان، نوازنده پیانو، و مربی موسیقی
- سورن بابایان،  هنرپیشه فیلم، کارگردان و فیلم‌نامه‌نویس
- کاترین بابایان، دانشیار تاریخ دانشگاه میشیگان و مدیر برنامه مطالعات
- واهرام بابایان، آهنگساز، و نوازنده پیانو
- هراچیک بابایان، ورزشکار ورزش تیراندازی
- همایاک بابایان، فرد نظامی
- پیش‌نویس:مارگاریت بابایان
- پیش‌نویس:آرتور بابایان (وزنه‌بردار ارمنستانی)
- پیش‌نویس:ژرژ بابایان
- آواگ بابایانتس
- روبن بابایانتس